# سيلينا (فلم 1997)
سيلينا هو فيلم سينمائي مكسيكي والولايات المتحدة من إخراج جريجوري نافا وانتج فيلم في 31 مارس 1997 في وكان فيلم من أكثر لأفلام ذات شهرة كا فيلم مكسيكي والولايات المتحدة فيلم من إنتاج شركة وارنر برذرز في ولايات المتحدة ومن شركة المكسيك في المكسيك رشح فيلم لي جائزة الأفضل فيلم لي وارنر برذارز
في عام 1998 وبطولة حنيفير لوبيز جون سيدا اداورد جيمس اولموس والخ من الممثلين كان يحكي فيلم سينمائي
عن حياة ملكة تنجو والغناء المكسيكي والإسباني سيلينا فيلم عن حياته.

## عن الفيلم
فيلم سينمائي من إنتاج سنة 1997 وهو إنتاج الأصلي بطولة جنييفر لوبيز وادورد جيمس اولموس وجون سيدا والخ من الممثلين وإخراج والتاليف جريجوري اخذا الفيلم عدة جوائز سينمائية منها جائزة أفضل فيلم لي وارنر برذارز
جيينفر لوبيز اخذة جائزة غرامي عن دوره في هذا فيلم اخذا الفيلم شهرة عالمية كان يحكي عن حياة سيلينا المغنية وعن سيرته الذاتية جيينفر لوبيز ادة دور سيلينا كانتلينا بيرز المدعوة سيلينا عن حياته وسيراته الذاتية والباحداث والشهرة العالمية عرض الفيلم سيلينا يوميته مع اصدقائه وكيف اشتهرت عالميا الي حاد وفاته عام 1995.

### ملخص فيلم سينمائي ومحور قصة

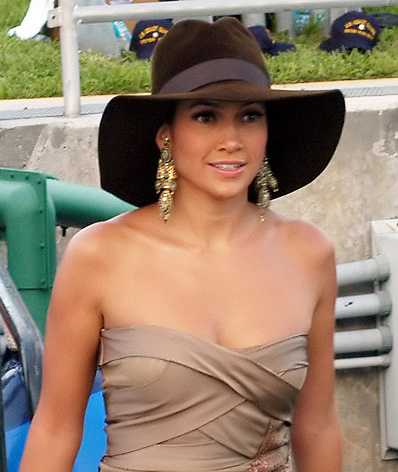
جينيفر لوبيز بطلة فيلم رئيسية

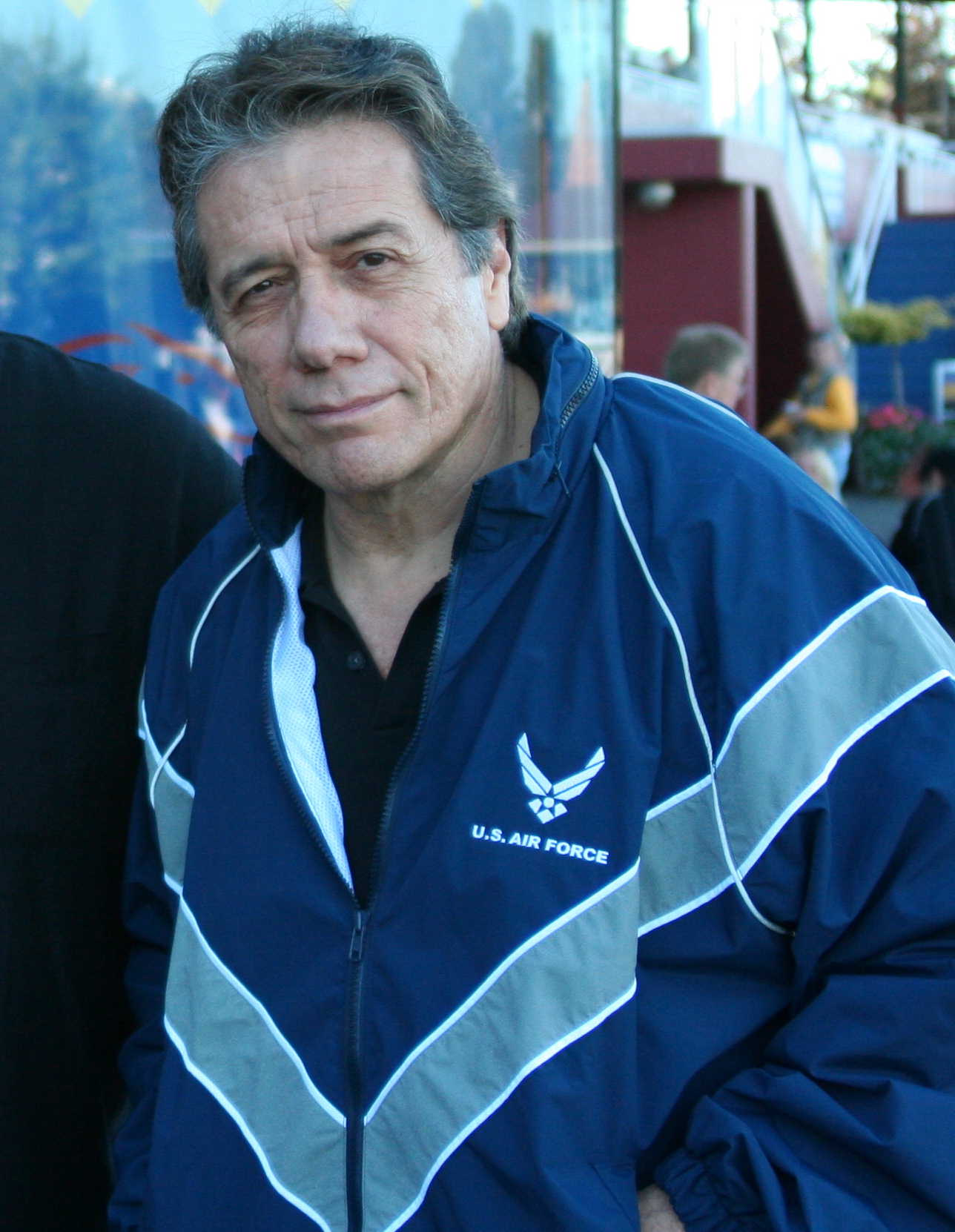
إدوارد جيمس أولموس وهو الذي ادا دور أب سيلينا

كان يحكي فيلم سينمائي عن حياة سيلينا وعن حبه لي موسيقي والفن وحياته الولي في طفولته ومرهقته وعن أهم الحداث الشهيرة في حياته بدأ فيلم من ولدته من عام 1971 إلي حد وفاته في عام 1995 اثرا جريمة يولاندا سليفار وأيضا يومايته مع عائلته وأصدقائه خاتم فيلم في نهاية بي صور متحركة لي سيلينا
اخذا فيلم شهرة كبيرة ويعتبر من أحد أفلام مكسيك المشهورة أفلام السيرة الذاتية كانة قصة فيلم عرضة بي طريقة رائعة لي حياة الحلم المكسيكي خاصة وأيضا الحلم أمريكي.

## عن تصوير فيلم

### محطة الاولي
تدور محطة الأولي في فيلم سينمائي وظهور بطلة رئيسية وهي جينيفر لوبيز وفيلم تظهر بطلة الول لقطة لها في عام 1989 وتدور المحور الأول هي الطفولة بدية سيلينا لحبها لي الموسيقي ادتها دورها كيتي بريبر وهي التي تؤدي دور سيلينا كانتلينا وكان الدور يدور حول سيلينا وهي صغير تطمح لي تحقيق احلامها في المستقبل وكيف استطعة سيلينا ان تهتم بي الموسيقي وبي مستقبله أكثر من كل شيء وبي صفة أخرى تظهر كافتات تصبح سعيدة عندما في الخيال وو عندا تذكر بي مستقبله الجميل.

### محطة الثانية
محطة الثانية هي أطول مرحلة في فيلم سينمائي من تظهر بطلة فيلم الرئيسية سيلينا بدات الغناء منذعام 1982 لكن فيلم بدا منذ عام 1989 لي انه لم يحك قصته في الثمنانيات الأولي بدات سيلينا
الغناء وكانت القصة لا تدور علي مشكل بل كانت كيف تعيش حياته بي طريقة أخرى وأيضا كانت أحيانا مشاكلته
هو ليس له صديق وكانت تتائثر أحيانا عندما تري الناس آخرين يملكون شيء لا تملكه لكن تنسي هذا شيء عندما
تتذكر انه مع عائلته ونقطة أساسية ازدهارها الفني تلتقي مع كيري بيرز ادا دوره جون سيدا وهو جديدي في فرقة سيلينا ظهرا في فيلم في بدية سنين 1990 وهي في حقيقة وأيضا دارة هذه السنين في فيلم سينمائي وأيضا تدور محطة الثانية عن نجحه الكبير تعتبر المحطة هي أيضا أخير مرحلة وانصف الاخرة في فيلم هي نجحه الكبير وهي اخذه جائزة غرامي وعدام انتهاء ازدهار الفني اثارا وفاته في عام 1995 ومن طرف يولاندا سالديفار التي اغتالته خطأً في عام 31 مارس 1995.

## نشرة فيلم اساسية

### معلومات عامة عن فيلم
- شركة إنتاج.شركة الأفلام المكسيك
- نوع فيلم. السيرة الذاتية فيلم شبابي
- إخراج . جريجوري نافا
- كاتب . جريجوري نافا
- إنتاج . جريجوري نافا
- البلد .  المكسيك  الولايات المتحدة
- تاريخ الإصدار. 1997
- بلدان إنتاج.  المكسيك 
 الولايات المتحدة 
  لبنان 
  فنزويلا

## ابطال فيلم اساسين (بطولة)
- جينيفر لوبيز بدور سيلينا كانتلينا بيرز المدعوة سيلينا
- إدوارد جيمس أولموس بدور ابراهام كانتلينا بيرز أب سيلينا
- جون سيدا بدور كيري بيرز خطيب سيلينا
- لوب انتافروس بدور يولاندا سالديفار
- جاكوب فرجي بدور ايبي كانتلينا
- جاكي كيري بدور زوزت كانتلينا

## وصلات خارجية
- سيلينا على موقع IMDb (الإنجليزية)
- سيلينا على موقع ميتاكريتيك (الإنجليزية)
- سيلينا على موقع الموسوعة البريطانية (الإنجليزية)
- سيلينا على موقع روتن توميتوز (الإنجليزية)
- سيلينا على موقع نتفليكس (الإنجليزية)
- سيلينا على موقع قاعدة بيانات الأفلام العربية
- سيلينا على موقع ألو سيني (الفرنسية)
- سيلينا على موقع Turner Classic Movies (الإنجليزية)
- سيلينا على موقع أول موفي (الإنجليزية)
- سيلينا على موقع بوكس أوفيس موجو (الإنجليزية)
- (بالإنجليزية) selena  في قاعدة بيانات الأفلام على الإنترنت (بالإنجليزية)